# 강진 박씨
강진 박씨(康津朴氏)는 전라남도 강진군을 본관으로 하는 한국의 성씨이다.
시조는 박홍수(朴鴻壽)이라는 인물로 조선에서 문과에 급제했다고 한다.

## 참고 자료
- “강진박씨(康津朴氏)”. 뿌리를 찾아서.[깨진 링크(과거 내용 찾기)]